# Вобля
Во́бля — река в Московской области России, правый приток Оки.
Берёт начало к югу от города Луховицы, устье — в 2 км выше по течению Оки от станции Фруктовая Рязанского направления Московской железной дороги. На реке стоит деревня Ивняги. Длина реки составляет — 29 км (по другим данным — 36 км), площадь водосборного бассейна — 229 км². Равнинного типа. Питание преимущественно снеговое. Вобля замерзает в ноябре — начале декабря, вскрывается в конце марта — апреле. Имеет левый приток — реку Чёрную. В верховьях берега реки безлесны и плотно заселены. В низовьях Вобля протекает через ряд длинных и узких пойменных озёр-стариц (напр., озёра Гнетко, Большое), представляющих интерес для туристов и рыбаков.
Название реки воспринимается носителями языка как «неприличное», «прикольное», что «создает благоприятные условия для появления ненаучных (в том числе народных) этимологий». Из-за чего река стала популярна в интернете. Лингвисты возводят это название к праславянской основе *obl («круглый») с последующим появлением диалектного протетического звука в (аналогично произнесению слова «утка» как «вутка»). Соответствия известны у южных славян. Аналогичные названия водных объектов, но только с гласным а (Вабля), отмечены в Верхнем Поднепровье. В плане объяснения значения названия выдвинуты два предположения: от праслав. *vabiti («манить») и балтийского происхождения — на древнепрусском woble («яблоко») или на литовском — vabalas, на латышском — wabule («жук»).
В устье реки возле села Перевицкий Торжок расположен археологический памятник «городище Перевицкое I» отождествляемое с древнерусским городом Рязанского княжества Перевитском.